# Renate Haidinger
Renate Haidinger (* 25. August 1958 in Berlin) ist eine deutsche Medizinjournalistin und Patientenrechtevertreterin. Sie ist Gründungsvorsitzende des Vereins Brustkrebs Deutschland e.V.

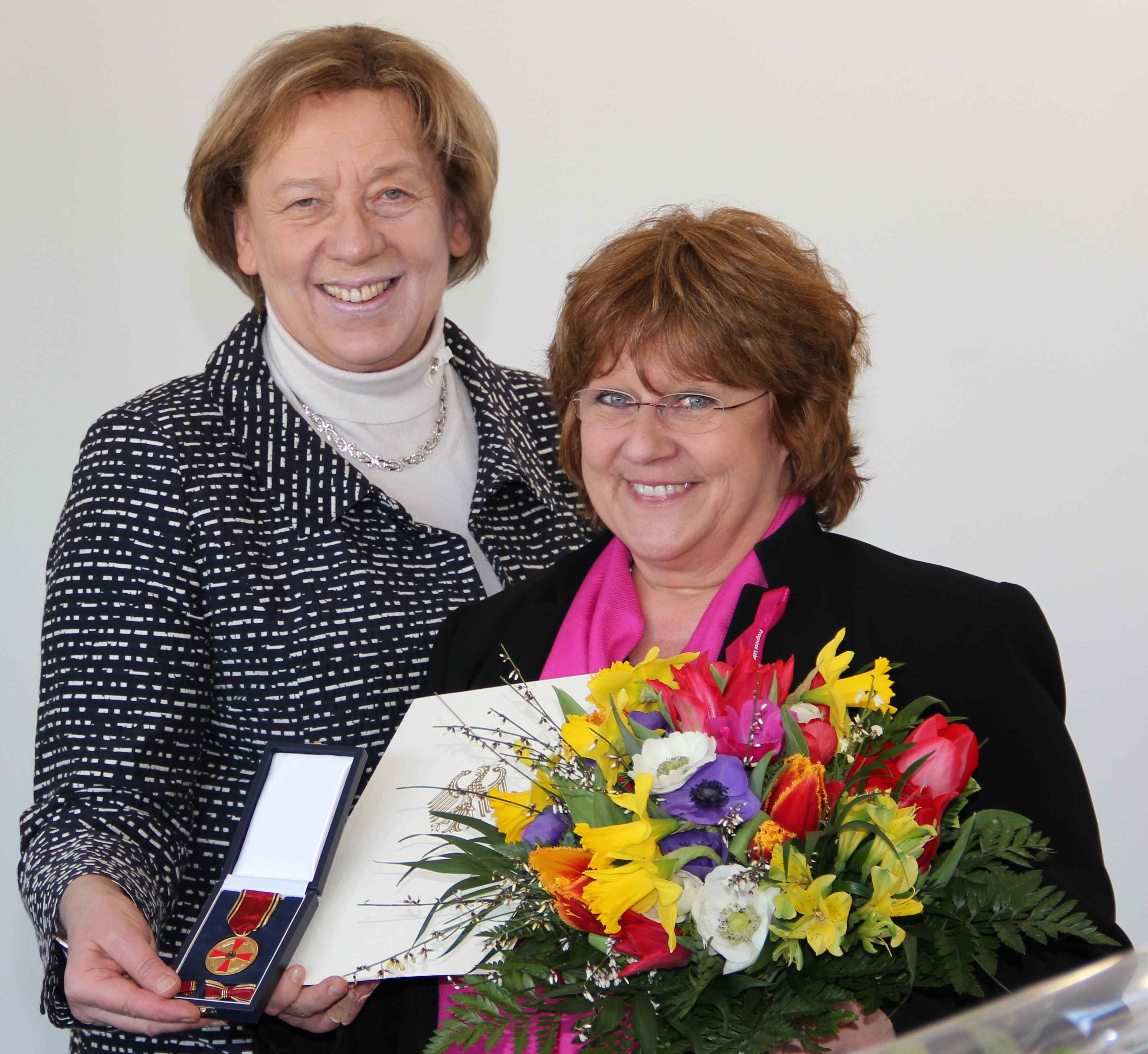
Renate Haidinger (r.) und die bayerische Landrätin Johanna Rummschöttel (l.) bei der Verleihung der Verdienstmedaille der Bundesrepublik Deutschland

## Leben
Renate Haidinger studierte Kunstgeschichte, Italienisch und Englisch. Sie ist gelernte Kunstversteigerin und Wirtschaftsdolmetscherin.
Ihr Vater Michael Marszalek war ein deutscher Kameramann und Sohn des Dirigenten und Komponisten Franz Marszalek.
Nach ihrem Studium zog Haidinger nach München. Seit 1987 arbeitet sie als Journalistin mit Schwerpunkt Psychologie und seit ihrer eigenen Brustkrebserkrankung im Jahr 2000 mit Schwerpunkt Brustkrebs.
Sie hat zwei erwachsene Söhne und lebt im Südosten von München.

## Soziales Engagement
Nach der eigenen Erkrankung im Jahr 2000 und mehreren Operationen sowie einer Chemotherapie gründete Renate Haidinger 2001 zunächst den regional tätigen Verein brustkrebs-muenchen e.V. und 2 Jahre später die Organisation Brustkrebs Deutschland e.V.
In ihrer ehrenamtlichen Funktion als 1. Vorsitzende von Brustkrebs Deutschland e.V. betreut und berät sie Patienten, schult Fachpersonal und fördert die öffentliche Wahrnehmung. Im Zentrum ihres Handels stehen Aufklärung und Enttabuisierung des Themas Brustkrebs.
Sie ist als Referentin aktiv und hält regelmäßig Vorträge und Workshops. Seit 2023 ist Renate Haidinger Vorstandsmitglied der ABC Global Alliance.

## Auszeichnungen & Würdigung
- 2006: Bezirksmedaille des Bezirks Oberbayern für besondere Dienste im Sozialen Bereich
- 2012: Verdienstmedaille des Verdienstordens der Bundesrepublik Deutschland
- 2014: Ehrennadel der Gemeinde Neubiberg

## Mitgliedschaften
- American Society of Clinical Oncology (ASCO)
- Deutsche Krebsgesellschaft (DKG)
- Deutsche Gesellschaft für Gynäkologie und Geburtshilfe (DGGG)
- Arbeitsgruppe Supportiver Maßnahmen der Onkologie, Rehabilitation und Sozialmedizin der DKG (ASORS)
- Deutsche Gesellschaft für Senologie e.V. (DGS e.V.)
- ABC 4 + 5 (Advanced Breast Cancer Conference) Patient Advocacy Committee (Faculty)
- Direktorin der Vollversammlung der ABC Global Alliance von 2019 bis 2023
- ABC 6 (Advanced Breast Cancer Consensus Conference) Co-Vorsitzende des Kongresses und Mitglied des Panels für die neuen Leitlinien
- Vorstandsmitglied der ABC Global Alliance